# Tom Nordlie
Tom Nordlie (2 de marzo de 1962) es un entrenador de fútbol noruego.

## Trayectoria

### Décadas de 1990 y 2000
En 1998 logró el ascenso a la Primera División de Noruega al club Odd Grenland, seguido de un respetable séptimo puesto en la siguiente temporada. En el año 2000 se hizo cargo del gran club Vålerenga, pero fue despedido después de una temporada que llevó al equipo al descenso de la primera división nórdica. Después de trabajar como experto en fútbol en el canal TV 2 durante algún tiempo, Nordlie fue contratado como entrenador del Sandefjord. Llevó al club a los play-offs de promoción tanto en 2002 como en 2003, pero perdió en ambas ocasiones. En 2004 se hizo cargo del IK Start, ganando el torneo de primera división y logrando el ascenso. En su regreso a la división mayor, IK Start tuvo una gran temporada de primavera quedando a sólo un punto del campeón Vålerenga. Por su desempeño, Nordlie ganó el premio Kniksen como Entrenador del Año.
Sin embargo, en 2006 Start tuvo un mal comienzo de temporada, y el 14 de julio de 2006, Nordlie fue despedido. Después de trabajar en TV 2 durante un corto período, firmó como nuevo entrenador del Viking FK el 14 de septiembre para el resto de la temporada de 2006. Después de que el club Lillestrøm despidiera a Uwe Rösler, Nordlie fue contratado el 16 de noviembre. En su primera temporada con el club consiguió un cuarto puesto en la liga y ganó la Copa de Noruega, el primer gran trofeo del club en 18 años. La siguiente temporada (2008) comenzó de forma decepcionante y, después de 8 partidos con apenas 6 puntos cosechados, el entrenador fue despedido el 29 de mayo. En agosto de ese mismo año fue contratado como entrenador del equipo de segunda división Kongsvinger, que dirigió con éxito hasta que fue contratado por el Fredrikstad en agosto de 2009. Al final de la temporada el equipo descendió, lo que desencadenó la salida de Nordlie.

### Décadas de 2010 y 2020
Regresó al Kongsvinger en septiembre de 2011 luego de la salida de Per Brogeland. Entre 2014 y 2015 dirigió el equipo femenino del Avaldsnes IL, abandonando en medio de la polémica al presentarse pruebas de que había acosado sexualmente a una de sus jugadoras, Hólmfríður Magnúsdóttir. Entre 2016 y 2019 entrenó al Skeid, sumándose a finales de la década de nuevo al club Lillestrøm.

## Clubes
| Club                     | País    | Año       |
| ------------------------ | ------- | --------- |
| Skedsmo FK (femenino)    | Noruega | 1988      |
| Løvenstad FK             | Noruega | 1989      |
| Strømmen IF (asistente)  | Noruega | 1990-1991 |
| Bærum SK                 | Noruega | 1992      |
| Lørenskog IF             | Noruega | 1993-1994 |
| Strømmen IF              | Noruega | 1995-1996 |
| Skjetten SK              | Noruega | 1997      |
| Odd Grenland             | Noruega | 1998-1999 |
| Vålerenga IF             | Noruega | 2000-2001 |
| Sandefjord               | Noruega | 2001-2003 |
| IK Start                 | Noruega | 2004-2006 |
| Viking FK                | Noruega | 2006      |
| Lillestrøm SK            | Noruega | 2006-2008 |
| Kongsvinger IL           | Noruega | 2008-2009 |
| Fredrikstad FK           | Noruega | 2009-2010 |
| Kongsvinger IL           | Noruega | 2011-2012 |
| Sandnes Ulf              | Noruega | 2014      |
| Avaldsnes IL (femenino)  | Noruega | 2014-2015 |
| Skeid                    | Noruega | 2016-2019 |
| Lillestrøm SK (Interino) | Noruega | 2019      |

## Palmarés

### Lillestrøm
- Copa de Noruega 2007[1]